# Тьосовський
Тьосовський (рос. Тёсовский) — селище в Новгородському районі Новгородської області Російської Федерації.
Населення становить 787 осіб. Входить до складу муніципального утворення Тьосово-Нетильське сільське поселення.

## Історія
Від 2004 року входить до складу муніципального утворення Тьосово-Нетильське сільське поселення.

## Населення
| 2002 | 2009 | 2010 | 2012 | 2013 | 2014 |
| ---- | ---- | ---- | ---- | ---- | ---- |
| 1049 | ↘809 | ↗934 | ↘883 | ↘831 | ↘787 |